# Mahjabin Hakimi
Mahjabin Hakimi (Afganistán, c. 1996-Kabul, 2021) fue una jugadora de voleibol afgana, asesinada por los talibanes por ser una mujer deportista.

## Trayectoria
Hakimi fue jugadora de voleibol y también de baloncesto, entre otros deportes. Fue jugadora del Club de Voleibol del Municipio de Kabul, equipo con el que ganó varios trofeos. Además, formaba parte de la selección nacional júnior de voleibol de su país. Era considerada como una de las promesas del balonmano de Afganistán. También compitió en el extranjero y apareció en la prensa. En 2015 comenzó a trabajar para el Ministerio de Asuntos Internos de Afganistán. Perteneció a los Cuerpos de Comando del Ejército Nacional Afgano.
Ante la ocupación de Kabul, Hakimi y la mayoría de sus compañeras de equipo no lograron huir del país, lo que puso su vida en peligro ante la prohibición talibán de que las mujeres realizaran prácticas deportivas y la persecución que estos iniciaron de los deportistas que habían jugado en el extranjero. A principios de octubre de 2021, en agosto de ese año según algunas fuentes, Hakimi fue decapitada por los talibanes en Kabul. La fecha exacta de su asesinato no fue revelada, ante las amenazas recibidas por la familia de Hakimi.